# Meteorium leuconeurum
Meteorium leuconeurum là một loài Rêu trong họ Meteoriaceae. Loài này được (Müll. Hal.) Bosch & Sande Lac. mô tả khoa học đầu tiên năm 1864.